# Rosie O'Donnell
Roseann Teresa O'Donnell (Commack, 21 marzo 1962) è un'attrice, conduttrice televisiva, autrice televisiva e attivista per i diritti delle persone LGBT   statunitense.

## Biografia
È la terza dei cinque figli di Roseann Theresa Murtha (1934-1973), casalinga, e di Edward Joseph O'Donnell (1933-2015), ingegnere che lavorava per il dipartimento della sicurezza. Il padre era nativo irlandese, precisamente dalla Contea di Donegal. Suo fratello maggiore Daniel è dal 2003 deputato all'Assemblea dello Stato di New York. La madre morì di cancro al seno quattro giorni prima del suo undicesimo compleanno.
Ha alle spalle una lunga carriera televisiva, non solo come attrice, ma anche come presentatrice televisiva e come autrice di programmi. Nel corso degli anni ha collezionato 11 premi Emmy. Dal 1996 al 2002 ha condotto il talk show giornaliero The Rosie O'Donnell Show. Ha anche all'attivo varie apparizioni cinematografiche in film come I Flintstones, Ragazze vincenti, Beautiful Girls, Insonnia d'amore e Occhio al testimone (quest'ultimo al fianco di Emilio Estevez). Ha inoltre inciso due album natalizi, in duetto con vari artisti fra i quali Céline Dion.
È protagonista di diversi episodi sia della quarta che della quinta stagione di Nip/Tuck, ha anche recitato nella parte di una moglie maltrattata dal marito e alla scoperta della propria omosessualità nella quinta stagione di Queer as Folk ed è apparsa nella prima puntata della versione americana di Little Britain, Little Britain USA. Ha anche partecipato a due episodi della sitcom La tata, in uno dei quali interpreta sé stessa. Suo anche il ruolo del giudice Madeline Summers nelle prime due stagioni della serie televisiva Drop Dead Diva. È stata anche in "versione animata" in un episodio di South Park.

### Vita privata
Dichiaratamente lesbica, ha sposato il 9 giugno 2012 a New York la talent scout Michelle Rounds, morta suicida nel settembre 2017.

## Filmografia

### Cinema
- Ragazze vincenti (A League of Their Own), regia di Penny Marshall (1992)
- Occhio al testimone (Another Stakeout), regia di John Badham (1993)
- Insonnia d'amore (Sleepless in Seattle), regia di Nora Ephron (1993)
- I Flintstones (The Flintstones), regia di Brian Levant (1994)
- Una figlia in carriera (I'll Do Anything), regia di James L. Brooks (1994)
- Exit to Eden, regia di Garry Marshall (1994)
- Una volante tutta matta (Car 54, Where Are You?), regia di Bill Fishman (1994)
- Beautiful Girls, regia di Ted Demme (1995)
- Amiche per sempre (Now and Then), regia di Lesli Linka Glatter (1995)
- Harriet, la spia (Harriet the Spy), regia di Bronwen Hughes (1996)
- Ad occhi aperti (Wide Awake), regia di M. Night Shyamalan (1998)
- Tarzan, regia di Kevin Lima e Chris Buck (1999) – voce
- I Flintstones in Viva Rock Vegas (The Flintstones in Viva Rock Vegas), regia di Brian Levant (2000) - voce
- Hedwig - La diva con qualcosa in più (Hedwig and the Angry Inch), regia di John Cameron Mitchell (2001)
- America, regia di Yves Simoneau (2009)
- Pitch Perfect 2, regia di Elizabeth Banks (2015)

### Televisione
- La piccola grande Nell (Gimme a Break!) – serie TV, 11 episodi (1986-1987)
- Beverly Hills 90210 – serie TV, episodio 3x12 (1992)
- The Ren & Stimpy Show – serie animata, episodio 3x10 (1994) – voce
- The Rosie O'Donnell Show – programma TV, 1214 puntate (1996-2002)
- La tata (The Nanny) – serie TV, episodi 3x21-4x04 (1996)
- La valle dei pini (All My Children) – serial TV, 1 puntata (1996)
- Spin City – serie TV, episodi 1x17-5x15 (1997-2001)
- Ally McBeal – serie TV, episodio 2x19 (1999)
- Cenerentola a New York (Time of Your Life) – serie TV, episodio 1x01 (1999)
- Squadra emergenza (Third Watch) – serie TV, episodio 1x15 (2000)
- Will & Grace – serie TV, episodio 4x15 (2002)
- Giudice Amy (Judging Amy) – serie TV, episodio 4x17 (2003)
- Queer as Folk – serie TV, episodi 5x03-5x04-5x05 (2005)
- Nip/Tuck – serie TV, 4 episodi (2006-2008)
- Drop Dead Diva – serie TV, 4 episodi (2009-2010)
- Web Therapy – webserie, webisodi 4x01-4x02-4x04 (2011-2012)
- Happily Divorced – serie TV, episodio 2x09 (2012)
- Smash – serie TV, episodi 2x12-2x17 (2013)
- Bomb Girls – serie TV, episodio 2x09 (2013)
- The Fosters – serie TV, 15 episodi (2014-2016)
- Empire – serie TV, episodio 2x09 (2015)
- Hairspray Live!, regia di Kenny Leon – film TV (2016)
- Mom – serie TV, episodi 3x10-4x02 (2016)
- When We Rise – miniserie TV, episodi 1x01-1x02 (2017)
- Difficult People – serie TV, episodio 3x03 (2017)
- American Dad! – serie TV, episodi 12x13-13x17 (2017-2019) – voce
- SMILF – serie TV, 18 episodi (2017-2019)
- Un volto, due destini - I Know This Much Is True (I Know This Much Is True), regia di Derek Cianfrance – miniserie TV, 5 puntate (2020)
- The L Word: Generation Q – serie TV, 4 episodi (2021)
- Russian Doll – serie TV, 6 episodi (2022)
- Ragazze vincenti - La serie (A League of Their Own) – serie TV, episodio 1x06 (2022)
- American Gigolo – serie TV, 8 episodi (2022)
- Hacks – serie TV, episodio 4x06 (2025)
- And Just Like That... – serie TV, episodio 3x01 (2025)

## Opere
- Find Me (2002)
- Celebrity Detox: The Fame Game (2007)
- Rosie O'Donnell's Crafty U: 100 Easy Projects the Whole Family Can Enjoy All Year Long (2008)

## Discografia
- 1999 – A Rosie Christmas
- 2000 – Another Rosie Christmas

## Doppiatrici italiane
Nelle versioni in italiano delle opere in cui ha recitato, Rosie O'Donnell è stata doppiata da:
- Francesca Guadagno in Will & Grace, The Fosters
- Tiziana Avarista in Ragazze vincenti, Ragazze vincenti - La serie
- Barbara Castracane in Smilf, The L Word: Generation Q
- Monica Pariante in Nip/Tuck
- Silvia Pepitoni in La tata
- Irene Di Valmo in Drop Dead Diva
- Stefanella Marrama in I Flinstones
- Ida Sansone in Insonnia d'amore
- Antonella Rendina in Occhio al testimone
- Anna Rita Pasanisi in Beautiful Girls
- Tatiana Dessi in Un volto, due destini - I Know This Much Is True
- Emilia Costa in American Gigolo
- Giuppy Izzo in Amiche per sempre
- Eleonora De Angelis in And Just Like That...

Come doppiatrice è stata sostituta da:
- Ilaria Stagni in Tarzan